# Navajo County
Navajo County je okres ve státě Arizona v USA. K roku 2010 zde žilo 107 449 obyvatel. Správním městem okresu je Holbrook. Se svojí rozlohou 25 795 km2 je jedenáctým největším okresem ve Spojených státech amerických. Na severu sousedí s Utahem.

## Sousední okresy
| Růžice kompasu |                 | San Juan County (UT) |               | Růžice kompasu |
| Růžice kompasu | Coconino County | Sever                | Apache County | Růžice kompasu |
| Růžice kompasu | Coconino County | Navajo County        | Apache County | Růžice kompasu |
| Růžice kompasu | Coconino County | Jih                  | Apache County | Růžice kompasu |
| Růžice kompasu | Gila County     | Graham County        |               | Růžice kompasu |